# SEAT Toledo
El SEAT Toledo és un automòbil del segment C produït pel fabricant espanyol SEAT des de l'any 1991 fins al 2009, i des de 2012 en endavant. El seu nom ve donat per la ciutat castellana de Toledo. El Toledo abasta quatre generacions, les dues primeres dissenyades per Giorgetto Giugiaro, la tercera per Walter de Silva i aquesta última per Alejandro Mesonero-Romans. Totes comparteixen elements mecànics i estructurals amb altres models del Grup Volkswagen.
Va ser presentat al Saló de l'Automòbil de Barcelona de 1991, i va ser el primer automòbil de SEAT desenvolupat completament sota la influència de Volkswagen-que havia adquirit la marca espanyola el 1986 - i perquè estrenar un nou segment dins del mercat espanyol: el dels vehicles amb aparença de berlina però dotats d'un pràctic porta posterior.
El Toledo és la berlina mitjana de SEAT amb motor davanter transversal i tracció davantera. Alguns dels rivals de la versió actual seran, a part del seu bessó el Skoda Rapid (Europeu), els Peugeot 301, Chevrolet Cruze i Fiat Linea, així com els Renault Fluence, Ford Focus sedan, Skoda Octavia i Volkswagen Jetta a la part superior del segment.
| Mk1 / 1L | 1991 - 1995 | 1995 - 1998 | - 5-portes - 1991 - 1995 - 1995 - 1998 | Mk2 / 1M | 1998 - 2004 | - 4-portes - 1998 - 2004 | Mk3 / 5P | 2004 - 2009 | - 5-portes - 2004 - 2009 |  | Mk4 / NH | 2012 - Present | - 5-portes - 2012 - Present |

## Primera generació (1991-1998)1L

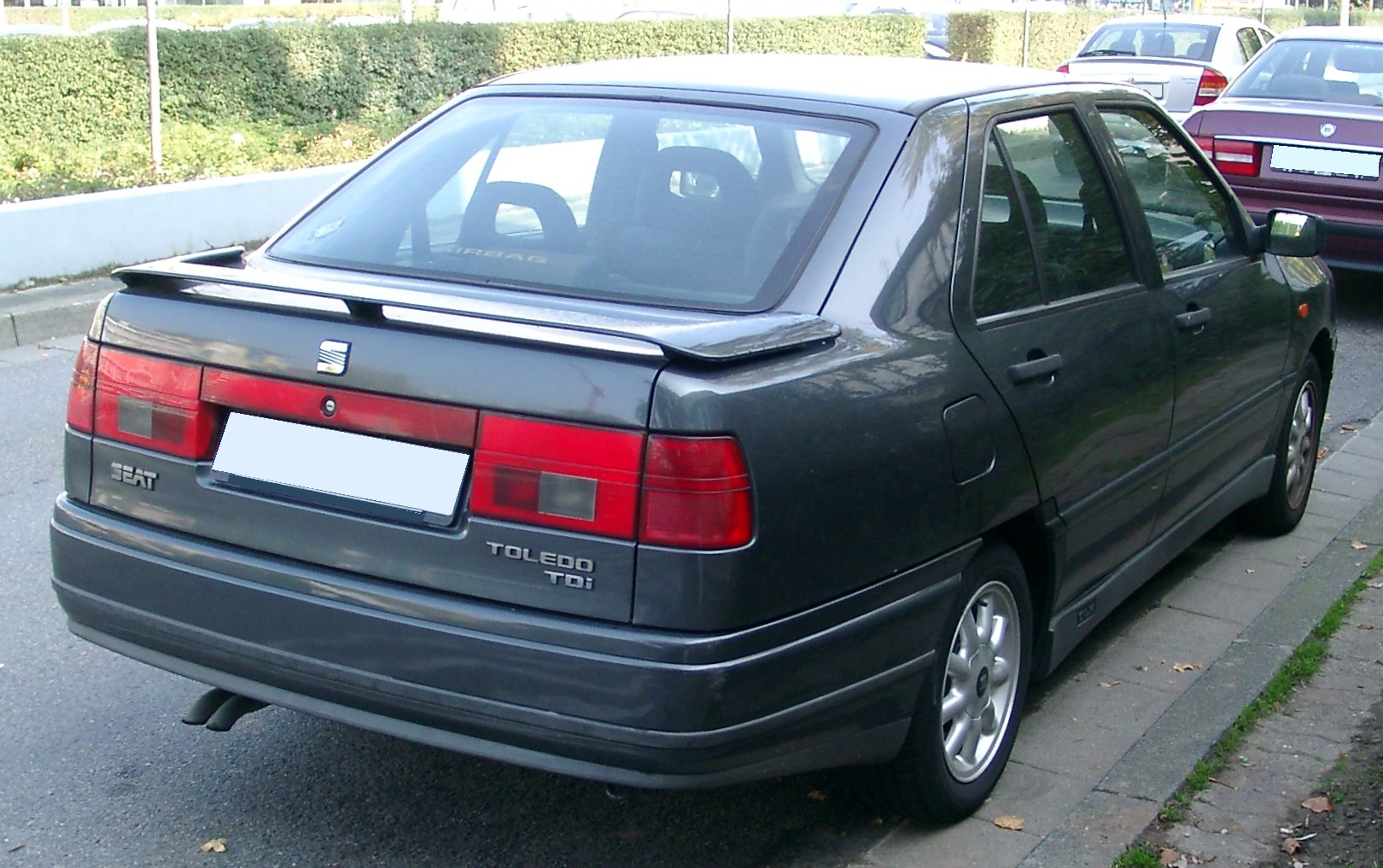
La primera generació del Seat Toledo: un liftback 1991-1995

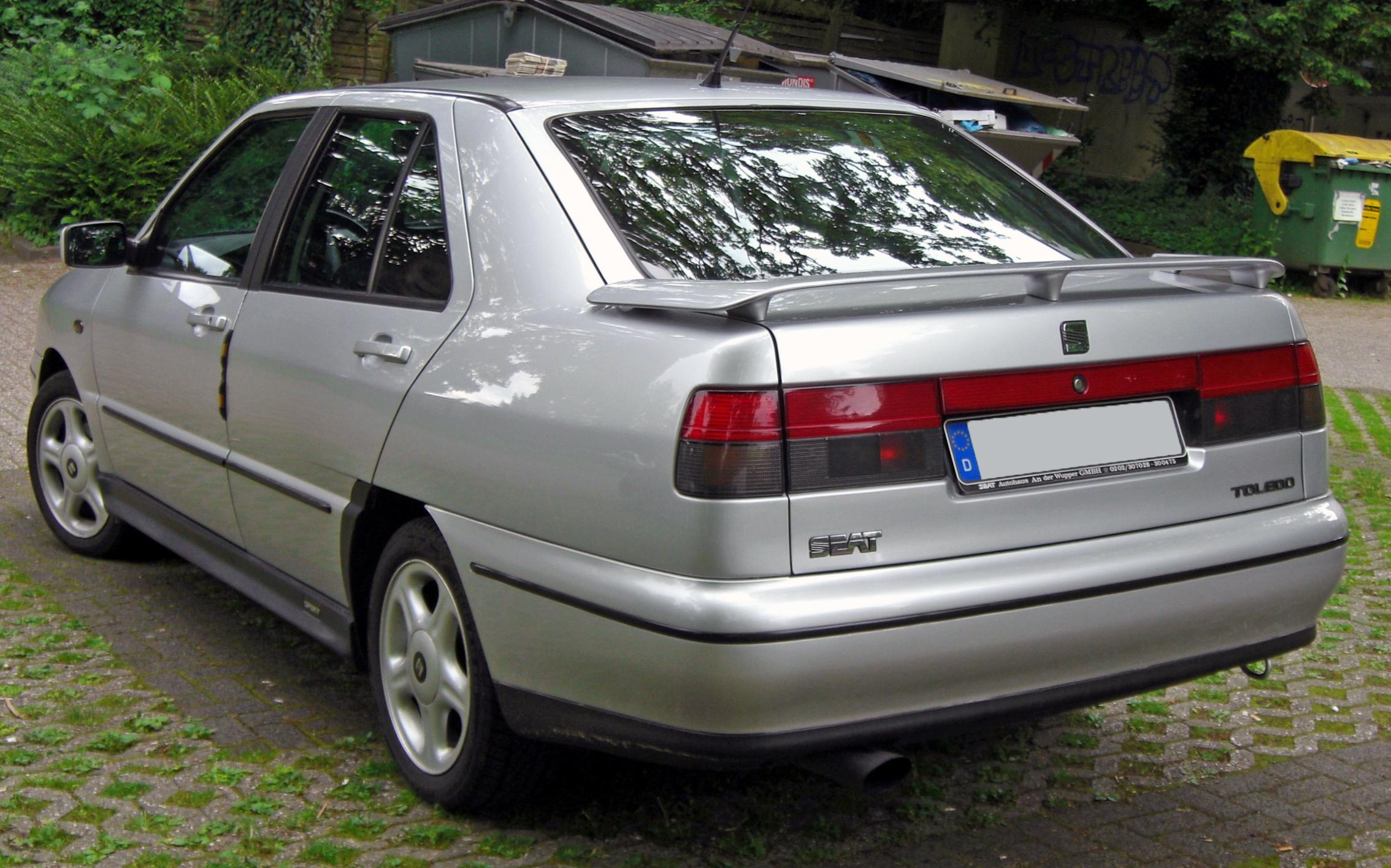
1996-1998

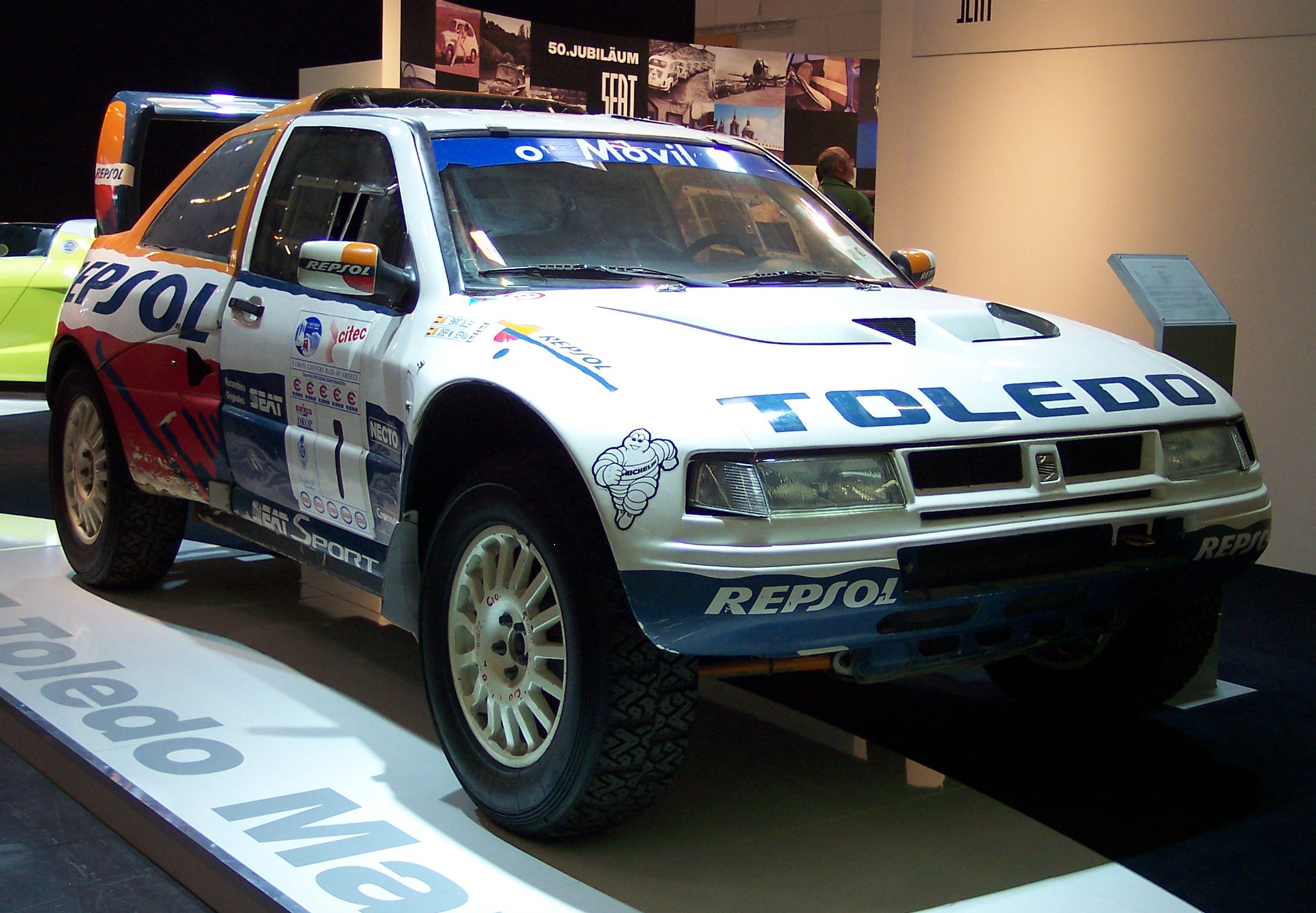
Seat Toledo Marathon

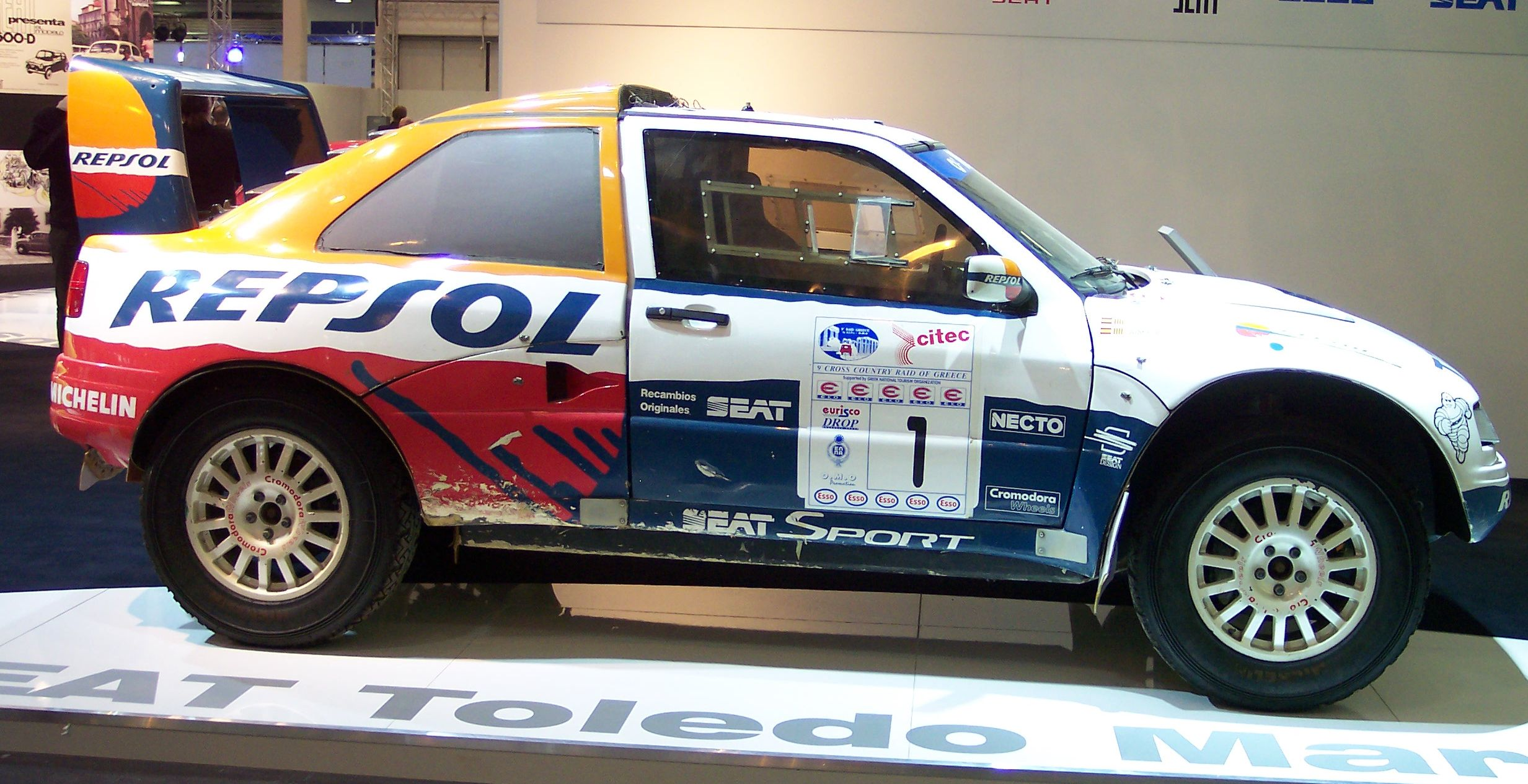
Seat Toledo Marathon

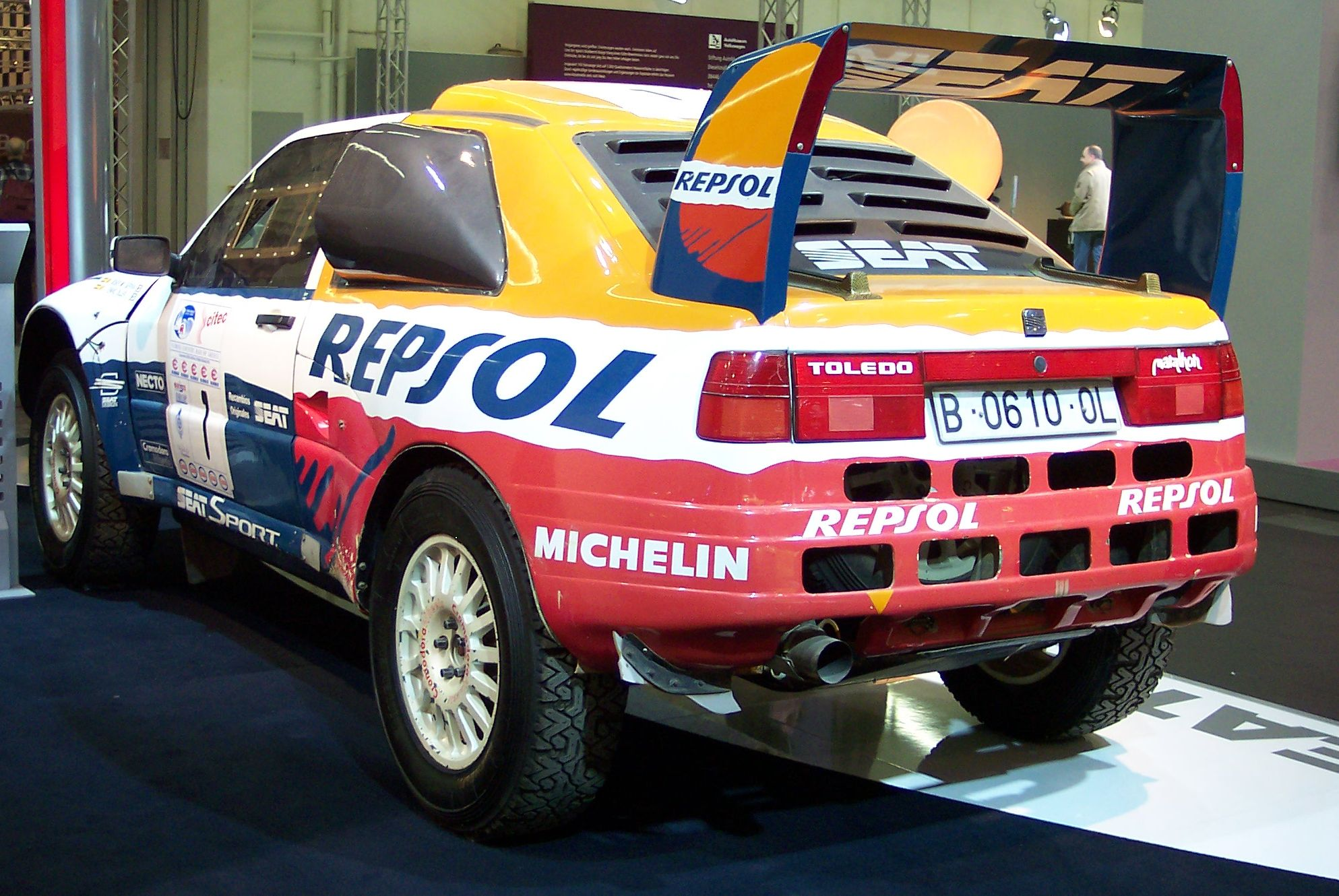
Vista posterior del Seat Toledo Marathon

La primera generació del Toledo es va començar a comercialitzar el 1991, va ser el primer model de SEAT a ser desenvolupat en cooperació amb el Grup Volkswagen. És un automòbil de turisme basat en la plataforma de la segona generació del Volkswagen Golf, però amb carrosseria liftback de cinc portes amb un gran porta del darrere de 550 L de capacitat, a diferència d'aquest, que existia amb carrosseries hatchback de tres i cinc portes i sedan de quatre portes (Volkswagen Jetta). El Toledo de la primera generació va sorgir dels prototips "Proto T" i "Proto TL" de 1989 i 1990, i al seu torn del Toledo va sorgir el prototip "Concepto T" en 2 versions, coupé i cabrio, de 1992/1993. Alguns dels seus rivals eren el Fiat Tempra, el Ford Orion, l'Opel Astra i el Renault 19. Hi va haver moltes versions del Toledo, el CL que era el més bàsic, el GL "Class" que era l'intermedi i el GLX que era el més alt, després hi havia les versions esportives, que eren el GT i GT16v, que era el més alt. El 1992 va ser el cotxe oficial de les olimpíades de Barcelona i van sortir 2 versions especials per a les olimpíades, el SEAT Toledo Podium, una edició molt limitada que va ser entregada als medallistes de les olimpíades i els que es van comercialitzar van ser el SEAT Toledo Sport i Sport 2000, una edició especial esportiva limitada que només va sortir en 3 colors a triar: blanc, vermell i negre, i que va estar un any a la venda.

### Motoritzacions
Les motoritzacions inicials eren quatre gasolina de quatre cilindres, un 1.6 litres de 75 CV de potència màxima, un 1.8 litres de 90 CV, un 2.0 litres de 115 CV, i un 1.8 litres de 16V i 136 CV associat únicament al nivell d'equipament GT. Més tard es va afegir a la gamma un 2.0 litres de setze vàlvules que desenvolupava 150 CV de potència màxima com a límit de gamma. Les mecàniques dièsel eren un 1.9 litres atmosfèric de 64 CV o amb turbocompressor i 75 CV.
El 1996, el Toledo va rebre una reestilització en què es va modificar la gamma de motoritzacions, exteriorment es van realitzar uns petits canvis i millores estètiques, com uns para-xocs més arrodonits, el coixí de seguretat i la tercera llum de fre, i al final es va donar a conèixer com SEAT Toledo Magnus. La novetat més important va ser la introducció de les mecàniques turbodièsel amb injecció directa de combustible, ja existents en altres models del Grup Volkswagen: el 1.9 TDI de 90 CV i, posteriorment, de 110 CV.
Al final de la seva vida comercial, la gamma de motors benzina es va reduir a només un 1.6 litres de 100 CV i un 2.0 16V de 150 CV de potència màxima.
Posteriorment, la línia de producció va ser adquirida per l'empresa xinesa Chery, que l'acobla sense cap modificació, utilitzant primer motors d'origen Mitsubishi Motors i posteriorment propis. El model té diferents noms, entre ells Amulet, Cowin, Qiyun i Flagcloud. La primera generació del Seat Toledo va deixar de fabricar el 1998, i el 1999 va començar a ser fabricat per Chery.

### Edicions especials
L'any 1992 va ser clau per al model, nomenat cotxe de l'any i número 1 en vendes del seu segment, també era el cotxe oficial dels Jocs Olímpics de Barcelona i van sortir diverses versions per als jocs:
- "Sport / Sport 2000", Es va començar a comercialitzar per dates de les Olimpíades, a últims del mes de març principis del mes d'abril de 1992, era una edició especial esportiva limitada, només disponible en 3 colors de carrosseria a escollir: blanc, vermell i negre, equipava 2 motoritzacions el 1.8i 90/98cv i el 2.0i 115cv, per això el que equipa el motor més alt se li conegui com a Sport 2000, l'acabat era GL però en realitat era una barreja d'equipament entre el GL i GT, es diferenciava dels altres Toledos en què aquest tenia una aparença més esportiva amb uns para-xocs amb unes grans motllures negra, rètols Sport en les portes davanteres i porta, aleró posterior i fars antiboira, l'interior amb uns seients esportius amb un teixit bitò gris i negre, se li incorpora una suspensió més esportiva amb uns molls de taratge més durs que fa que tingui un millor comportament, i amb barra estabilitzadora posterior que també tenien les primeres unitats del GLX i GT fins a l'any 93. Aquesta versió només va estar a la venda tot just un any i mig.
- "SEAT Toledo Pòdium", una edició molt limitada a 29 unitats, que va ser lliurada als medallistes de les olimpíades, usava l'acabat GT era bicolor en 2 tons de grisos fosc / clar amb un afegit a la part baixa del para-xocs posterior i tenia un interior de luxe, seients de cuir beix amb la part baixa del quadre de comandament i part baixa dels panells en beix i amb detalls en fusta com el volant i el pom, tenia fins a un recolzabraços davanter amb telèfon a l'interior. (Estava basat en el "Toledo prototip Exclusive").
- Taxi i Policia: El Toledo tenia un concepte de cotxe molt bo tot un encert per a SEAT així que també hi va haver versions per a la policia i taxis que gràcies a l'equipament, bons motors i la seva gran porta posterior va ser un reclam sobretot per als taxistes, es van vendre moltíssimes flotes del model.

### Fora d'Espanya el 1992
- Toledo olímpic special edition: per Regne Unit era una versió que tenia molts accessoris, com ara els anagrames de les olimpíades, volant esportiu exclusiu per aquest model, deflectors de les finestretes i unes motllures laterals més amples amb la inscripció Toledo a les portes posteriors. També al Regne Unit aquest mateix any, hi va haver una edició especial, la més potent de totes i molt limitada, ja que era per encàrrec i havia de realitzar un preparador es tracta del ("Toledo BRM 180").
- Toledo Barcelona edition: per als països d'Europa de l'Est, es tractava de l'acabat CL amb motor 16I de 75cv i para-xocs idèntics als del Sport l'única cosa que sense antiboira, amb una petita adhesiu a les aletes davanteres que posa Barcelona edition.
- SEAT Toledo "Kenwood": El 1994 el famós fabricant d'aparells de ràdio s'ha associat amb SEAT França per produir aquesta edició limitada, equipaments acabat GT amb el motor 2.0i-115cv només disponible en 3 colors de carrosseria: Blanc alpí, Vermell Tornado, gris grafit, amb una línia lateral en blau i logotip "Kenwood" a la porta, seients esportius amb la tapisseria de cuir negra amb la inscripció Toledo brodada en el respatller, Kenwood KDC 7010 2x25W amb placa frontal desmuntable, alarma Serpistar i sostre solar. També a França els primers anys estava com opcional els fars i els antiboira en color groc. Els colors de carrosseria alguns podien variar d'un país a un altre per l'exemple el groc que està disponible a Hongria mentre que per a Espanya no estava disponible.
- SEAT Toledo Special Kit: Aquesta versió en realitat és un kit que es venia a Alemanya per Transformar el model en un (station wagon) versió familiar, ja que el Toledo de fàbrica no va tenir carrosseria ranxera.

### Prototips
- SEAT Toledo Exclusive, era un prototip que SEAT va presentar al Saló de Ginebra de 1992, era bicolor en 2 tons verdosos amb un interior luxós en beix i detalls en fusta, tenia un afegit a la part posterior del para-xocs i muntava unes llantes de gargantazo impressionants.
- SEAT Toledo Elèctric (va ser el primer prototip elèctric de SEAT) es va usar en les olimpíades perquè acompanyés els rellevistes que portaven la torxa olímpica durant el seu recorregut.
- També hi va haver un SEAT Toledo preparat per als jocs Paralímpics, aquest tenia les portes posteriors corredisses per a un millor accés a persones discapacitades

### Competició
El Toledo també va tenir èxit en competició amb 2 models el 1993 amb el "Toledo classe 2" (superturisme) versió GT 16v potenciat a 195 CV i el 1994 amb el "Toledo Marathon", que estava modificat totalment per poder circular pel desert, tenia un motor de 330 CV. També 1997 a la BTCC haver un Toledo 2.0i-16v de competició, pintat en verd i vermell recordant l'Eivissa Kit car.

## Segona generació (1998-2004) 1M

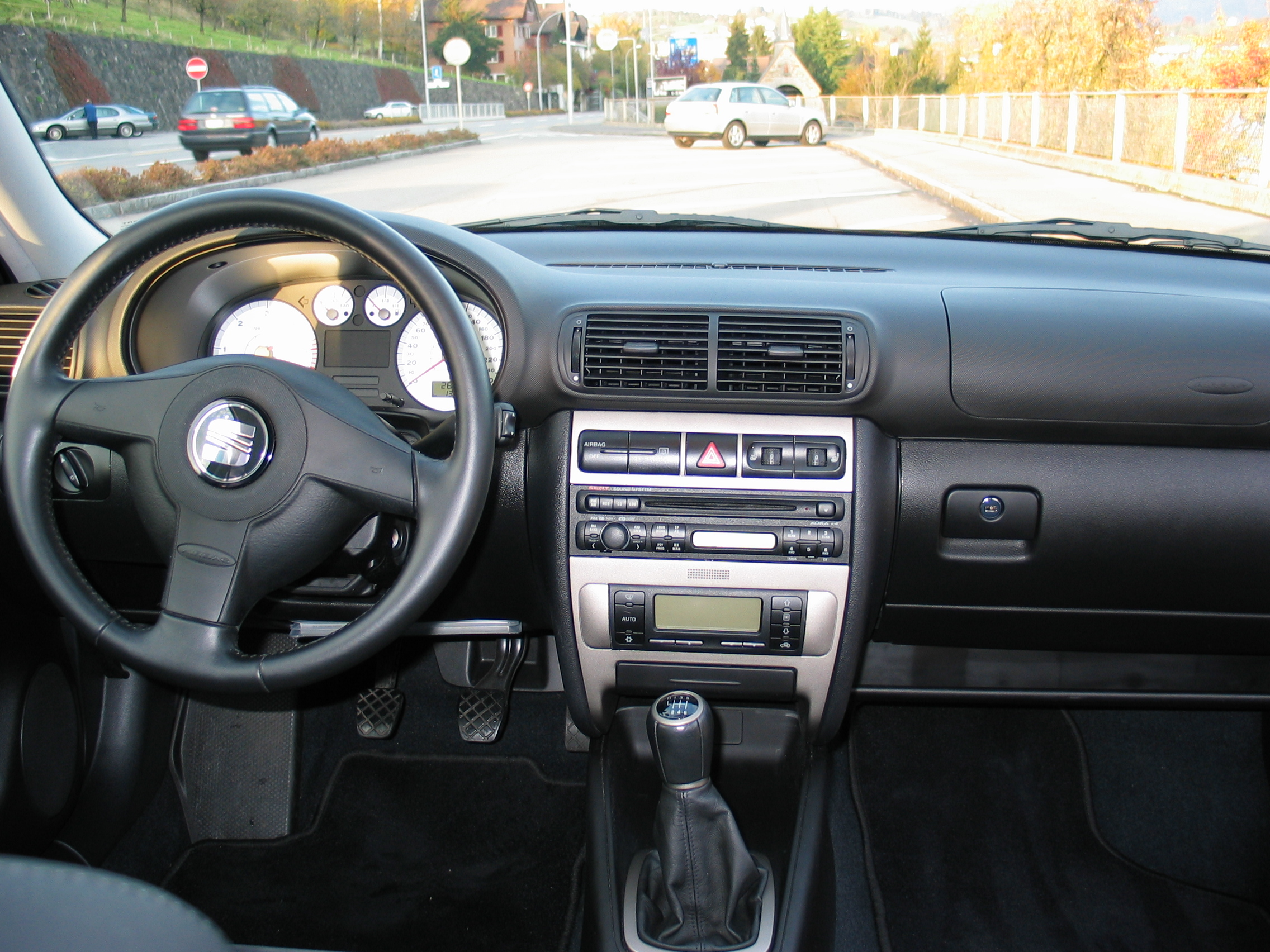
Interior

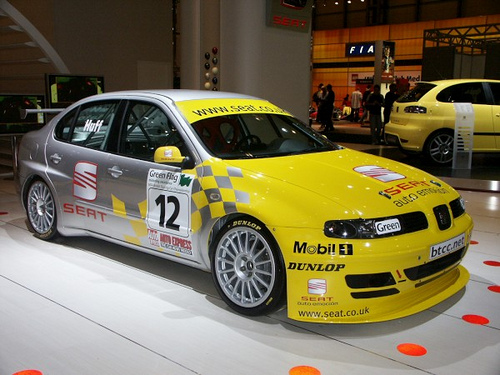
Seat Toledo MK2 Touring

La segona generació del Toledo va ser llançada al mercat el 1998, construïda amb el mateix xassís de la quarta generació dels Golf i Bora, i de la primera generació dels Audi A3 i Skoda Octavia. La carrosseria va passar a ser sedan de quatre portes, i a partir d'aquest model es va crear una variant hatchback de cinc portes anomenada SEAT León, per enfrontar els recents Ford Focus i Renault Mégane. SEAT va dur a terme una estratègia similar a la de Fiat, que usava els noms Bravo, Brava i Marea per a distingir les diferents carrosseries del mateix model. Aquest nou Toledo havia de ser millor que l'antecessor, més gran, millor qualitat, més equipat i havia de pujar de categoria. Segons el projecte S5 tindria 3 variants: berlina amb maleter de 600 litres i porta posterior, versió divers (station wagon) i versió coupe 3 portes, que després van ser descartades. El dissenyador seria el mateix que l'anterior generació Giorgetto Giugiaro (per la qual cosa el disseny es basaria del primer però donant-li un gran toc de modernitat). Es va començar a fabricar a Bèlgica (a la planta que el grup té a Brussel·les) mentre es preparava la planta de Martorell. Al final hi va haver uns canvis i la carrosseria del model va passar a ser sedán de quatre portes amb un maleter de 500 litres, però amb un millor equipament i un gran salt de qualitat. A partir d'aquest model es va crear una variant hatchback de cinc portes (projecte S5 curt) anomenada SEAT León, que estava en el segment del Golf. SEAT va dur a terme una estratègia similar a la de Fiat, que usava els noms Bravo, Brava i Marea per distingir les diferents carrosseries d'aquest model. Tots els motors que es van comercialitzar al Toledo tenien una disposició davantera transversal, tracció davantera, injecció electrònica i comptaven amb 4 coixins de seguretat de sèrie i discos davanters ventilats.

### Motoritzacions
Els motors dièsel de 1.9 litres no van ser alterats, encara que es van afegir variants de 130 i 150 CV de potència màxima. Els gasolina van ser substituïts per un 1.6 litres de quatre vàlvules per cilindre vàlvules i 105 CV, un 1.8 litres amb cinc vàlvules per cilindre en versions atmosfèrica de 125 CV i amb turbocompressor de 150 i 180 CV, i un 2/3 litres amb cinc cilindres en V i 2 vàlvules per cilindre amb 150 CV, posteriorment es va modificar per lliurar 170 CV amb 4 vàlvules per cilindre, gràcies a això va disminuir el consum i augmentar les prestacions.

### Acabats
- Stella
- Signa (anterior ment Signo)
- Sport
- Executive

### Taxi
Amb la segona generació continua havent versió taxi. En no tenir la porta del darrere no va tenir prou empenta com si ho va tenir el primer, ja que per aquest ús es necessita un bon espai per als passatgers i equipatge, i els que es van vendre era per la bona qualitat que tenia el vehicle.

### Prototips
- Entre 1997 - 1998 fabriquen el Seat Toledo Vario, es tracta d'un Toledo II Familiar amb una gran boca de càrrega, i el Seat Toledo 5 portes i coupe. Aquestes versions eren les inicials que tindria el model abans de rebutjar, de manera que no es va presentar al públic. Actualment aquestes unitats descansen en la nau A122.
- El 1999 es presenta el Seat Toledo Cupra Concept, amb un potent motor de 204 CV, 6 cilindres en "V" i tracció a les quatre rodes. El mateix que muntava el BORA V6 - 4MOTION i el mateix que es va utilitzar posteriorment en el León Cupra i el Golf IV V6.
- El 2001 un altre discret prototip es presenta, el Toledo ACC. Aquest és un Toledo de sèrie al qual se li afegeix un sofisticat sistema de seguretat: regula la velocitat de creuer, controla automàticament la distància respecte al cotxe que el precedeix, reconeix els senyals de trànsit, les línies que delimiten els carrils i juntament amb el sistema de navegació adequa la velocitat al traçat de la carretera. Les modificacions es limiten als fars davanters que incorporen dos sensors per làser i una càmera situada entre el mirall interior i el sostre. Cap d'ells va aconseguir comercialitzar.

### Competició
Amb la segona generació el Toledo va tenir encara més èxit en el món de la competició. Va participar en la BTCC i també a la WTCC, amb els models exclusius per competició el "Toledo GT silhouette" i "Toledo Cupra competició"

## Tercera generació (2004-2009) 5P

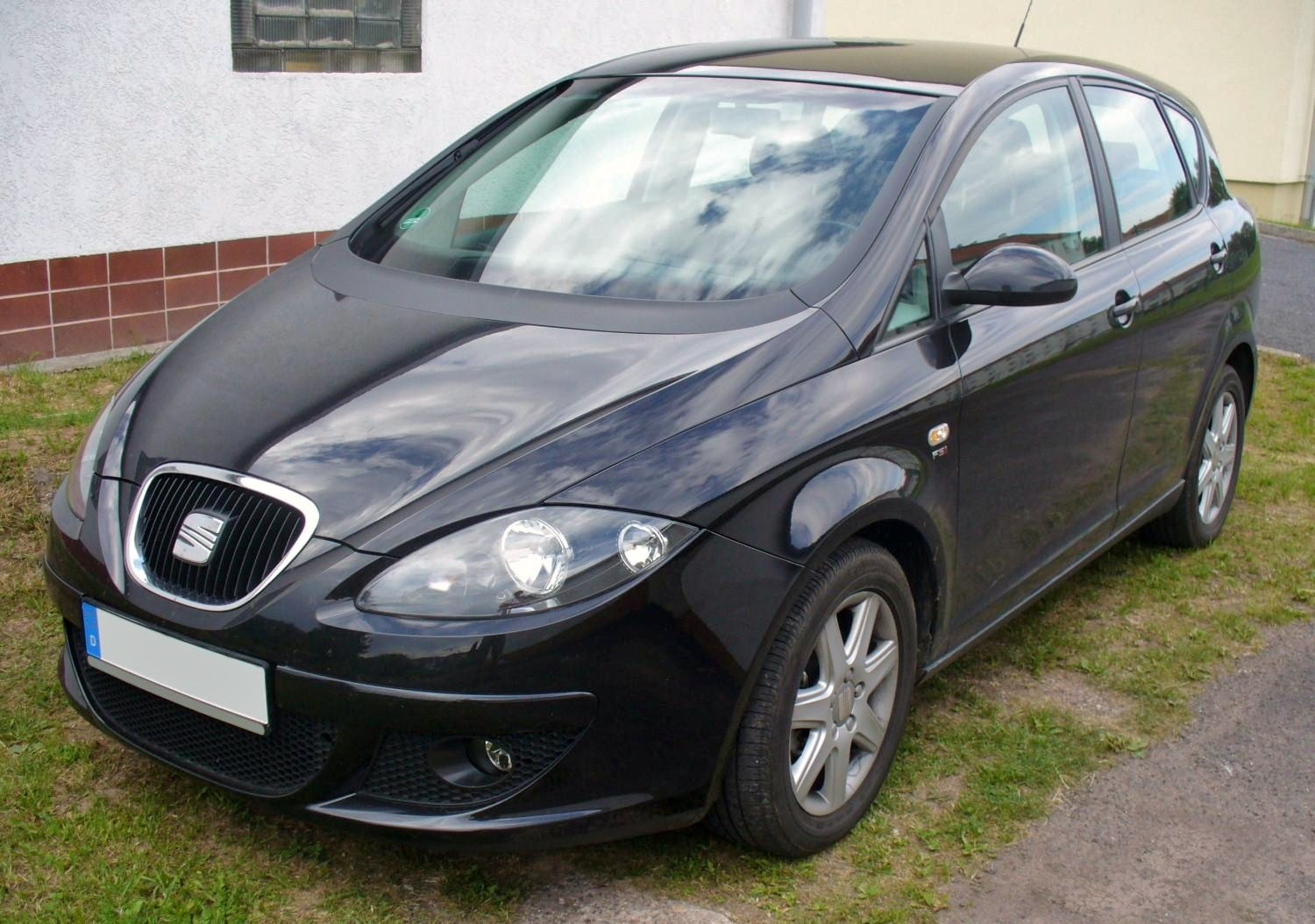
La tercera generació del SEAT Toledo: un monovolum

La tercera generació és un monovolum de cinc places basat en el SEAT Altea, ambdós dissenyats per Walter da Silva sobre la plataforma de la cinquena generació del Golf, de la segona generació dels A3 i Octavia, i dels monovolums Volkswagen Golf Plus i Volkswagen Touran.
A diferència d'altres monovolums similars, com el Renault Scénic i el Citroën C4 Picasso, les dues variants de carrosseria es comercialitzen com a models totalment diferents, en lloc de portar "cognoms" ("Grand Scénic" i "Grand C4 Picasso" respectivament). No obstant això, l'Altea també s'ofereix amb una variant allargada de format més tradicional, en aquest cas anomenada "Altea XL".
Les diferències amb l'Altea es redueixen a la part posterior. La seva cua té pilars invertits i una vidre posterior partida en tres. El canvi d'aspecte va ser tan radical respecte als Toledo anteriors que la seva acceptació pel públic ha minvat.
L'equipament inclou control de tracció i d'estabilitat, sistema antibloqueig de frens, i assistència a la frenada d'emergència. Incorpora sis coixins de seguretat de sèrie, cinturons de seguretat amb pretensors i ancoratges ISOFIX i opcions de caixes de canvi manual de 5 o 6 velocitats o automàtica seqüencial Tiptronic. Va obtenir 5 estrelles en la prova de protecció a adults en xocs de EuroNCAP.

### Motors
La gamma de motors és la mateixa que la dels models cosins, tots de quatre cilindres en línia. Els gasolina són un 1.6 litres de 102 CV, un 1.8 litres amb turbocompressor de 160 CV, i un 2.0 litres de 150 CV. Els dièsel són un 1.9 litres de 105 CV i un 2.0 litres en variants de 140 i 170 CV, tots amb turbocompressor de geometria variable, intercooler i injecció directa amb alimentació per injector-bomba.
El Toledo III es va mostrar primera vegada com a prototip al Saló de l'Automòbil de Madrid de 2004. La carrosseria estava pintada de color gris i coure, i incorporava el motor gasolina 2.0 de 150 CV, un sostre de vidre i un sistema multimèdia d'entreteniment.

## Quarta generació (2012-2019) NH

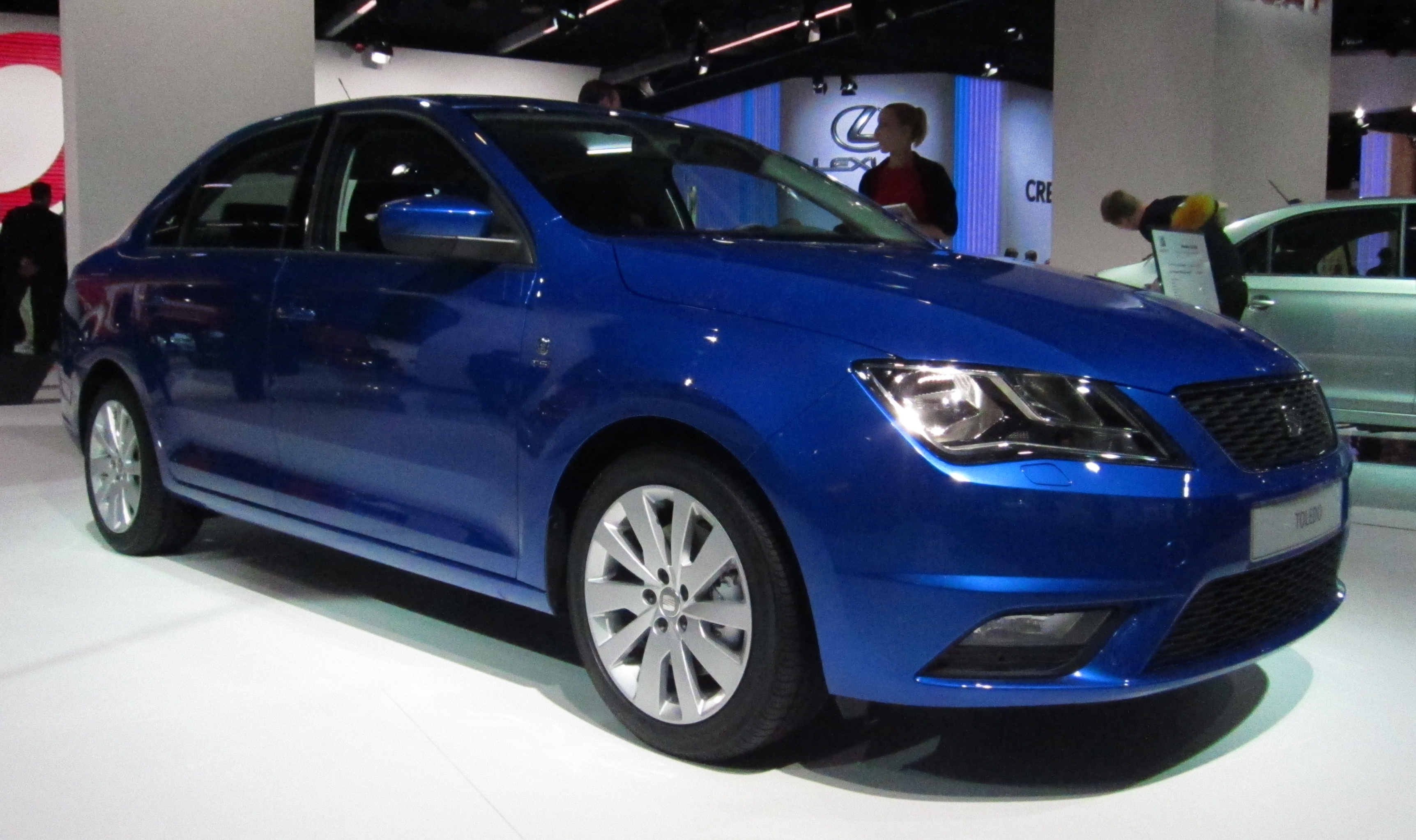
Part devantera del nou SEAT Toledo

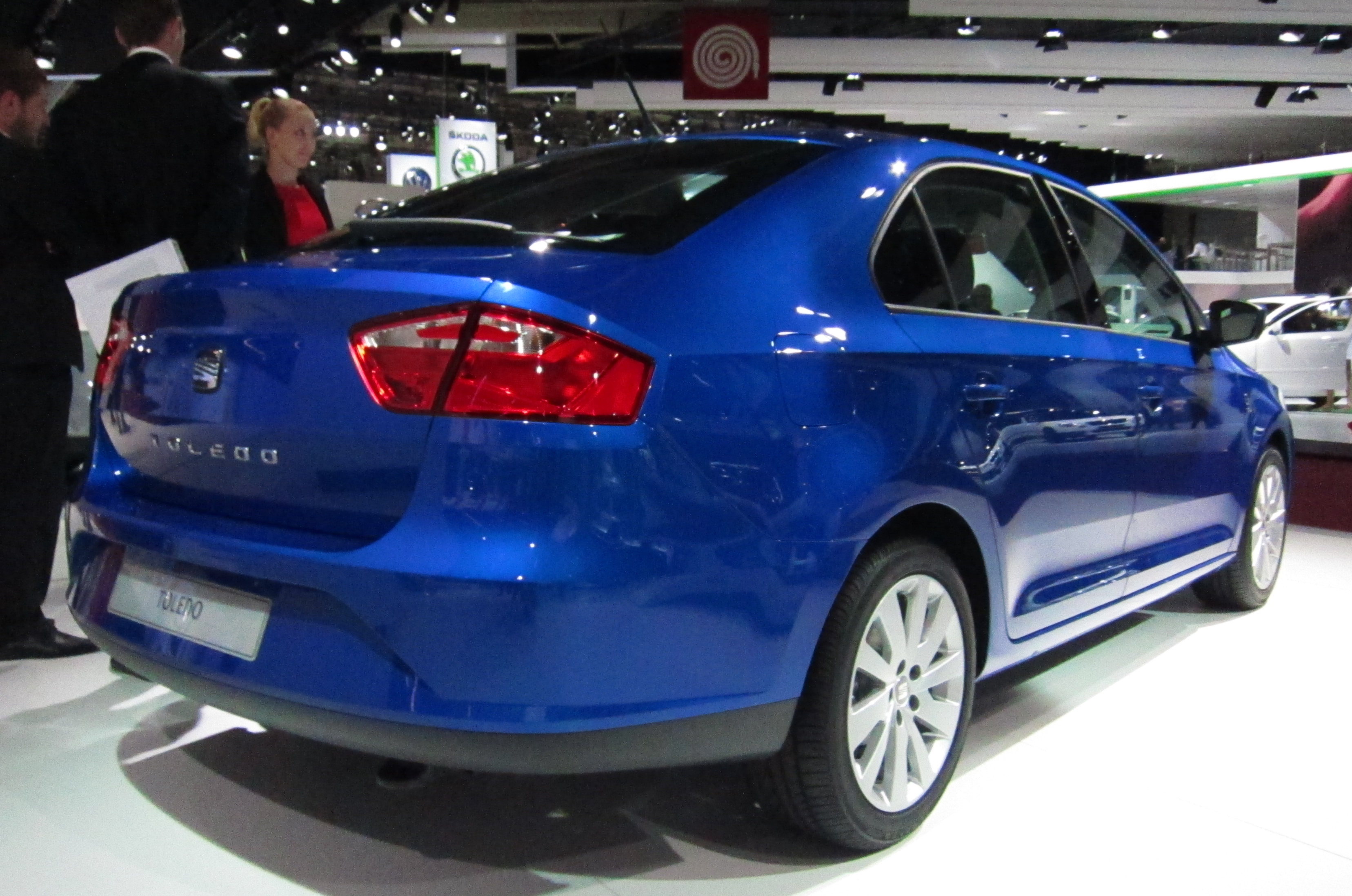
La part anterior

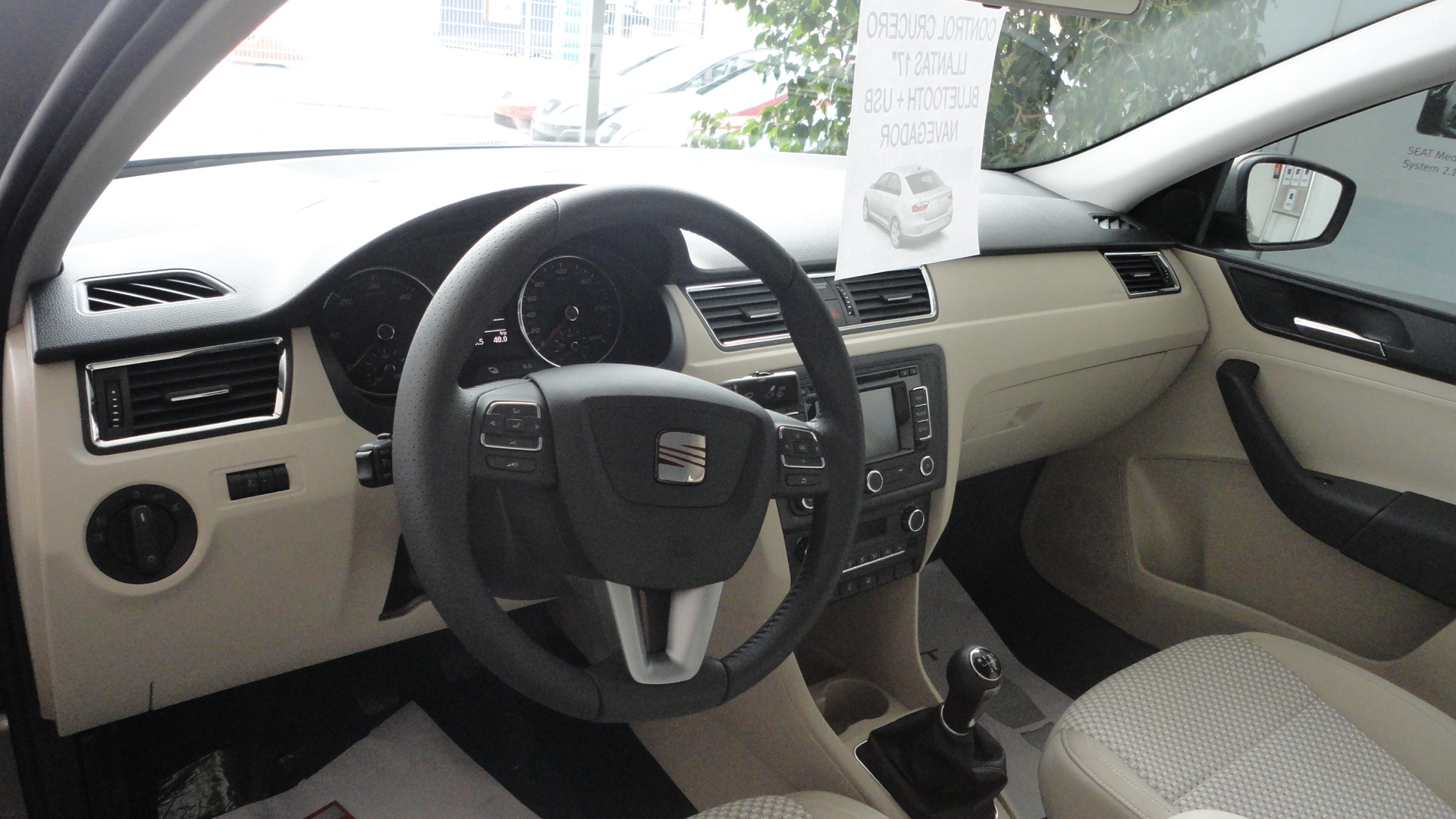
L'interior

Després d'estar 3 anys fora de la gamma, SEAT va presentar el Toledo IV (model NH) al saló de Ginebra 2012, com "avanç de model de producció" sota la denominació Toledo Concept. Aquesta nova berlina del segment C és una alternativa econòmica amb qualitat relació-preu, torna als seus orígens (ocupant el seu lloc en la gamma que mai va haver d'abandonar, com ho va fer amb la generació anterior), és un estil similar al primer Toledo, una berlina tradicional de tres volums i amb cinc portes (Liftback), i amb gairebé quatre metres i mig de llarg, amb un gran espai interior i un maleter de 550 litres mateixa capacitat que tenia la primera generació.
El seu desenvolupament es va dur a terme conjuntament amb Skoda, que al Saló de Frankfurt del 2011 havia presentat el Mission L, bessó del Toledo Concept, i del qual deriva el seu model Skoda Rapid (Europeu). Els dos comencen a fabricar el 2012 a la factoria de Skoda de Mladá Boleslav. El disseny recorda una mica al VW Jetta VI però amb 5 portes, estrenaran la nova plataforma (A05 +) de Volkswagen, versió augmentada i redissenyada de la plataforma A05 que utilitzen Volkswagen Polo V SEAT Eivissa IV i Audi A1, amb les mesures modificades i el tren de rodatge del darrere que muntava el Seat León II i el VW Golf VI. altra banda Vw també aprofita el model però suprimint la porta del darrere per treure al mercat xinès el seu nou Santana 2013.
Els Toledo més equipats incloent opcions oferiran sistema de parada Start / Stop, amb climatitzador monozona, fars antiboira amb funció cornering, assistent d'arrencada en pendent, sensors de pressió de pneumàtics i aparcament darrere llandes de 17 polzades (opcionals), seients calefactables, control d'estabilitat ESP, volant i palanca de canvis en pell, sistema multimèdia System 2.2 (GPS), Bluetooth, entrades USB i jack auxiliar, a més dels paquets d'hivern i emmagatzematge.

### Motorització
- La gamma de sortida oferirà quatre motors de gasolina (1,2 MPI de 75 CV 1,2 TSI de 85 i 105 cavalls, i 1,4 TSI de 122 amb canvi DSG de 7 marxes)
- I dos dièsel (1,6 TDI CR de 105 i 90 cavalls), el menys potent dels quals estarà disponible a primers de 2013.

### Acabats
La comercialització del vehicle està prevista per a mitjans d'octubre de 2012, en principi amb 3 acabats: Emoció, Reference i Style.
Emoción
Inclou entre altres elements: sis coixins de seguretat, ABS, ESC (control d'estabilitat), desconnexió de coixí de seguretat de passatger, ancoratges Isofix, radioCD amb MP3 + Aux-in, sistema WIV de manteniment variable, suspensió confort, tancament centralitzat, seient del darrere abatible
Reference
Afegeix entre el seu principal dotació: volant multifunció, radioCD, ordinador de viatge, aire condicionat, alçavidres davanters elèctrics, seient del conductor regulable en alçada, tancament centralitzat amb comandament a distància, retrovisors i manetes en el color de la carrosseria, sortides d'aire cromades, seient darrers abatibles (60/40) i guantera il·luminada
StyleSuma a més climatitzador, alçavidres posteriors elèctrics, retrovisors exteriors elèctrics i calefactats, control de velocitat de creuer, connexió USB, llantes d'aliatge de 16 polzades amb pneumàtics 215/45, seient del passatger regulable en alçada, reposabraços davanter i del darrere, guantera refrigerada, xarxa i ganxos de càrrega al maleter i compartiment d'emmagatzematge al lateral del maleter.
Nota: També està en fase d'estudi la possibilitat de comptar en un futur amb un Toledo FR.